# On the Night
On the Night – drugi koncertowy album Dire Straits, wydany w 1993 roku. Album zawiera większość hitów Dire Straits nagranych na żywo w czasie dwóch koncertów z ostatniej trasy koncertowej grupy. Większość utworów zaprezentowana jest w zmienionych aranżacjach. 

## Lista utworów
1. „Calling Elvis”
2. „Walk of Life”
3. „Heavy Fuel”
4. „Romeo and Juliet”
5. „The Bug” - tylko wersja DVD
6. „Private Investigations”
7. „Your Latest Trick”
8. „On Every Street”
9. „You and Your Friend”
10. „Money for Nothing”
11. „Brothers in Arms”
12. „Solid Rock” - tylko wersja DVD
13. „Wild Theme” (Temat z filmu „Local Hero”) – tylko wersja DVD

## Twórcy
- Mark Knopfler – wokal, gitara
- John Illsley – gitara basowa, wokal
- Alan Clark – instrumenty klawiszowe, wokal
- Guy Fletcher – instrumenty klawiszowe, wokal
- Danny Cummings – perkusja, wokal
- Paul Franklin – elektryczna gitara hawajska
- Phil Palmer – gitara, wokal
- Chris White – saksofon, flet, wokal
- Chris Whitten – perkusja